# Cryptanura pretiosa
Cryptanura pretiosa är en stekelart som först beskrevs av Henry Lorenz Viereck 1913.  Cryptanura pretiosa ingår i släktet Cryptanura och familjen brokparasitsteklar. Inga underarter finns listade i Catalogue of Life.